# زينف
زينف هو مشغل صوت مجاني لأنظمة التشغيل المشابهة لـ يونيكس ومايكروسوفت ويندوز. تم إصدار زينف بموجب رخصة جنو العمومية العامة. يعد مشغل الاصوات زينف تكملة لمشروع FreeAmp كما انه يستخدم نفس كود المصدر.

## ميزات تقنية
يمكن لزينف تشغيل الملفات الصوتية التي تعمل بصيغة ام بي 3 وفربس وواف وغيرها. وهو يدعم ميزة تغيير المظهر للبرنامج وهو جزء من شبكة ميوزك برينز. يتميز المشغل بنسخة محسّنة من وحدة فك الترميز Xing MPEG ، ومتصفح موسيقي قوي ومحرر لقوائم التشغيل، إضافة إلى مدير تنزيلات مدمج يدعم تنزيل الملفات من المواقع باستخدام عملية تنزيل RMP (RealJukebox). كان زينف معروفًا أيضًا بمعالجة جميع الملفات الصوتية بناءً على بياناتها الوصفية (المؤلف، الألبوم، عنوان الأغنية)، وإخفاء المزيد من التفاصيل التقنية مثل المواقع الفعلية وأسماء الملفات  (ولكن هذه الميزات أصبحت الآن اساسية في العديد من المشغلات).

## التسمية
زينف Zinf هو اختصار تكراري يرمز إلى "Zinf Is Not FreeAmp!"  توجب ايقاف استخدام الاسم FreeAmp بسبب مشاكل من ناحية العلامات التجارية، حيث إن "AMP" هي علامة تجارية لشركة PlayMedia Systems، Inc.

## التاريخ / التمويل
تم تمويل مشروع FreeAmp في الأصل من قبل EMusic ، التي دفعت رواتب 3 مطورين ليعملوا على تطوير المشغل. في وقت لاحق، انضمت Relatable إلى EMusic للمساعدة في دعم التطوير المستمر.
في شهر يناير من عام 2001، وبعد عامين من استمرار تمويل المشروع، توقفت EMusic عن دعمها، وأطلقت بعد ذلك المطورين. لم يتمكن مشروع زينف من العثور على راعٍ آخر، كما تباطأت عملية التطوير بشكل كبير. تم إصدار أحدث نسخة في أوائل عام 2004. اعتبارًا من عام 2008، توقفت جميع عمليات تطوير زينف تقريبًا. 

## تبني
بمجرد أن أصبح مشغلًا صوتيًا مشهورًا مفتوح المصدر على نظام لينكس، فقد تم تجاوزه الآن إلى حد كبير بعدد المستخدمين الجدد مثل Audacious وامروك و Exaile وبانشي و (مؤخرًا) سونغ بيرد. ويرجع ذلك إلى حد كبير إلى أن زينف لم يشهد إصدارًا رسميًا جديدًا منذ أوائل عام 2004، ولم يتم تنفيذ العديد من الميزات الجديدة التي تعد الآن اساسية في المشغلات الصوتية لدى المشغلات المنافسة؛ مثل صورة غلاف الموسيقى ودعم عرض كلمات الموسيقى.[بحاجة لمصدر]
في عام 2010، تم شراء موقع zinf.com من قبل مستحل للنطاقات بغرض الاستفادة من توافد حركة الزوار في الموقع لتحقيق مكاسب مالية. أصبح هنالك الآن رابط جديد يسمى "QnA" و "Ads" مرئيًا على موقع zinf.com الذي يعد بمثابة إعادة توجيه إلى موقع المستحل.

## روابط خارجية
- الموقع الرسمي